# Miguel Miranda (basket-ball)
Pour les articles homonymes, voir Miguel Miranda et Miranda.
Miguel Miranda, né le 9 octobre 1978, à Porto, au Portugal, est un joueur portugais de basket-ball. Il évolue au poste d'ailier fort.
Actuellement il joue au Portugal, en 1re division portugaise avec le FC Porto.

## Palmarès
- Vainqueur de la Coupe du Portugal avec le FC Porto en 1997, 1999, 2000, 2005, 2012
- Vainqueur de la Coupe du Portugal avec l'Ovarense Dolce Vita en 2009

## Sélection nationale
- Participation à l'EuroBasket 2011
- Participation à l'EuroBasket 2007